# Polianthes howardii
Polianthes howardii är en sparrisväxtart som beskrevs av Verh.-will. Polianthes howardii ingår i släktet Polianthes och familjen sparrisväxter. Inga underarter finns listade i Catalogue of Life.